# Boulangerie Boudin

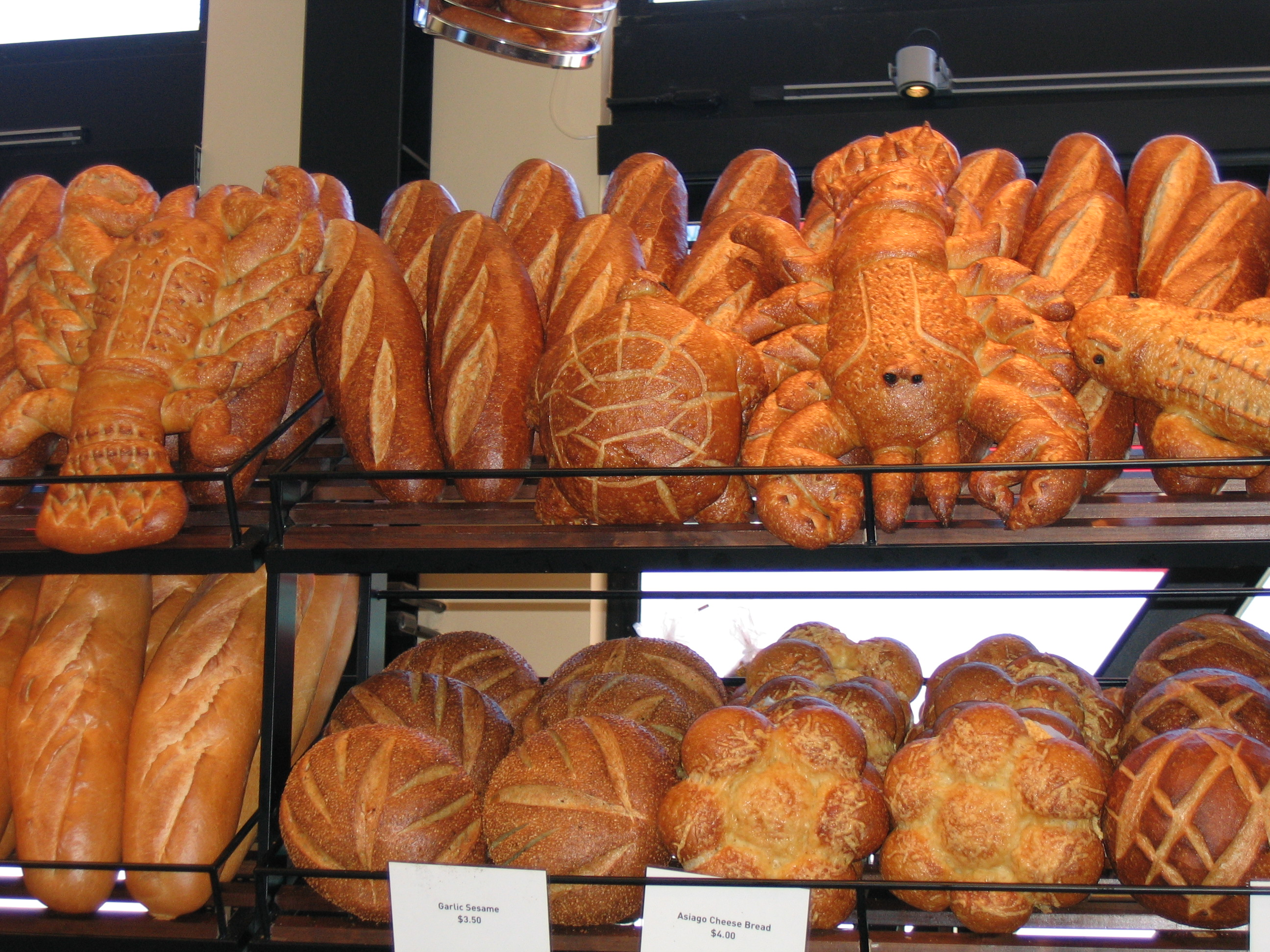
Un étalage de pains dans une boulangerie Boudin.

La boulangerie Boudin (Boudin Bakery) est une boulangerie célèbre située à San Francisco (Californie), connue pour son pain au levain (appelé Original San Francisco Sourdough French Bread, l'authentique pain au levain français de San Francisco).

## Histoire
La boulangerie a été créée en 1849 par Isidore Boudin, fils d'une famille bourguignonne pendant la ruée vers l'or.

## Localisation
Elle est située dans le quartier du Fisherman's Wharf, près de la baie de San Francisco, du parc Disney's California Adventure, et de 26 autres cafés. La boulangerie principale de la ville est située dans le district de Richmond au coin de 10e Avenue et du Geary Boulevard. Elle assure l'attraction The Bakery Tour du Disney's California Adventure où on donne la possibilité au touriste de savoir comment le pain au levain est élaboré.